# Peine del viento
Il Peine del Viento (Pettine del Vento) di San Sebastián è una scultura di Eduardo Chillida, sita a San Sebastián, in Spagna, realizzata nel 1977. L'opera è collocata all'estremità occidentale della baia di La Concha, oltre la spiaggia di Ondarreta, ai piedi del Monte Igueldo, da cui all'orizzonte l'unico elemento visibile rimane il mare.

## Storia
Fa parte di una serie di sculture che l'artista inizia a costruire nel 1952 e che finirà con l'ultima nel 1999, realizzando in totale 23 opere, che costituiscono la serie del così chiamato Peine del Viento. La più significativa è appunto quella che si trova nella città di San Sebastián, nei Paesi Baschi, Spagna e fu realizzata nel 1977.

## Descrizione e simbolismo
Con il suo linguaggio Chillida cerca di riprodurre, metaforicamente, l'entrata del vento nella città pettinato dalle sue sculture.
Furono realizzate in acciaio e trattate per resistere al passare del tempo e al deterioramento dovuto al costante infrangersi delle onde dell'oceano. Si presenta come un insieme monumentale di tre strutture di acciaio, solidamente attaccate alla roccia che si protendono come artigli.
Le prime due, collocate di fronte e sullo stesso blocco di roccia, mantengono un dialogo, frutto del legame tra presente e passato. Si posizionarono l'una di fronte all'altra orizzontalmente per simboleggiare la ricerca dell'una per l'altra, come un ritorno al passato per unire quello che è stato e quello che è. La terza protesa verticalmente verso l'orizzonte è rappresentante del futuro che ancora deve arrivare ed è infatti disposta più lontano rispetto all'osservatore che dalla piazzetta può ammirare tre esempi di pura arte moderna.
L'opera possiede un profondo simbolismo per l'artista, essendo questa un omaggio alla sua città. Come suo figlio Luis Chillida sottolinea in varie interviste, Eduardo Chillida amava quel luogo incontaminato; era il suo riparo, spesso si rifugiava in quel punto di terra lontano e isolato dal trambusto della città per cercare pace e tranquillità.
Così Eduardo Chillida spiegò la sua opera: Bisogna lasciarla aperta perché è un'opera aperta. Ognuno di noi può  plasmare la sua propria interpretazione. Quest'opera presenta una serie di chiavi per poter afferrare e proteggere un'interpretazione. È un'opera che porta a interrogarsi sull'ignoto dell'orizzonte davanti a noi e del futuro che ci aspetta.

## Costruzione dell'opera
Inizialmente doveva essere un'unica scultura a essere posizionata su un'enorme roccia (per questo il nome Peine del Viento è al singolare), ma successivamente Chillida decise che sarebbero state tre. Il motivo per cui l'artista decise che non doveva essere solo una l'opera incastonata nella roccia, fu a causa del suo totale rispetto per quel luogo che fino dall'infanzia era stato un rifugio dove ritrovare la pace interiore. Secondo lui dovevano essere tre le sculture in modo che l'osservatore non si concentrasse solo su un'unica opera rifiutando l'intorno; lo spazio che si sarebbe creato tra le tre sculture sarebbe stato più importante delle sculture stesse. L'elemento principale quindi non erano le sculture ma il mare, le onde, le rocce, il vento e l'atmosfera che ognuno di noi si crea in quel luogo.
Non ci sono rumori di auto, clacson o confusione: gli unici due rumori che si possono percepire sono quello dell'infrangersi delle onde sulle rocce e l'altro è il soffio del vento provocato da sette fori nel suolo della piazza che simbolicamente rappresentano le sette province basche.
Dopo la costruzione della piazzetta per mano dell'architetto Luis Peña Ganchegui, si passo alla fase dell'installazione dell'opera scultorea, previo il riconoscimento del terreno, della costruzione dei piani regolatori, dei plastici, dei documenti burocratici e prototipi delle sculture. Si rafforzarono le rocce per sopportare il peso di 10 tonnellate di ogni scultura e si fecero i fori per incassarle nella roccia.
La soluzione decisiva che si adottò per collocare le tre sculture dopo vari tentativi fu quella di posizionare una passerella capace di sopportare il peso delle sculture, delle maree e delle costanti onde. Con questa tecnica furono installate tutte e tre le sculture.
Per mancanza di tecnologie adatte le tre opere vennero create ognuna con due pezzi di acciaio arricciati e legati tra loro per creare l'immagine che oggi possiamo vedere.  Ma esiste una curiosità a riguardo del punto di giuntura dei due pezzi: ogni singolo individuo che prese parte al progetto scrisse il proprio nome all'interno della giuntura perché ogni singola persona che prese parte al progetto, influenzò e aiutò Eduardo Chillida nella costruzione delle tre sculture, che non potremmo mai avere immaginato che si realizzarono direttamente sul posto.
Al termine dei lavori non ci fu un vero e proprio evento di inaugurazione, ma il sindaco Fernando Otazu e l'ufficiale maggiore del comune di San Sebastián Federico Lários presero parte all'avvenimento. In totale erano solo 9 i partecipanti al piccolo evento che avvenne il 3 settembre del 1977. Inizialmente l'opera non fu apprezzata dai concittadini di Chillida; preferivano un parcheggio per andare al mare o in caffetteria a un'opera d'arte moderna.
”Non è propriamente una politica contro di me ma ho l'impressione che forse sia dovuto solo al fatto che le mie opere non siano ampiamente conosciute”. Chillida evitò oltretutto di dedicare l'opera: per lui il Peine del Viento era un'opera dedicata al mare, alle onde e al vento. Semplicemente si rimosse il cantiere ma le persone cominciarono a passeggiare fino a là in fondo alla baia, ad amare quelle sculture e sentendosi parte del progetto che divenne da quel momento l'emblema della città di San Sebastián.
Solo il 16 settembre del 2007, anno del trentesimo anniversario della collocazione delle sculture, si celebrò l'ufficiale atto inaugurale per volontà dei figli di Chillida in memoria del padre, dedicandogli completamente il progetto.